# Liga (politik)
Liga var under 1600-talet en benämning på allierade stater som slogs på samma sida i krig, vilket senare i vissa fall utvecklats till allianser. Senare har termen ibland även kommit att syfta på internationella samarbetsorganisationer. Nationernas förbund, som fanns åren 1919-1946, kallades på engelska för "League of Nations" (Nationernas liga), och Arabförbundet kallas ibland Arabligan, då den på engelska heter League of Arab States, tidigare Arab League.